# Karl Sanders
Karl Sanders, född 5 juni 1964, är en amerikansk musiker. Han är gitarrist, sångare och keyboardist och en av grundarna i det egyptieninfluerade technical death metal-bandet Nile. 
Han föddes i Kalifornien, USA, och bor i Greenville, South Carolina. Han är känd för sitt extremt snabba och tekniska gitarrspel. Sanders är kontrakterad av gitarrtillverkarna Jackson Guitars och Dean Guitars, och har en signerad modell av Kxk-gitarrer. Han har även en stor kunskap kring egyptisk mytologi som kraftigt influerar hans arbete.

## Soloprojekt
Sanders startade sitt eget soloprojekt 2004. Mycket av det han åstadkommer i det projektet är liknande det han gör med Nile. Han har spelat in ett fullängdsalbum, Saurian Meditation, som släpptes 26 oktober, 2004 genom skivbolaget Relapse. Ett andra soloalbum, Saurian Exorcisms, gavs ut 2009.

## Utrustning

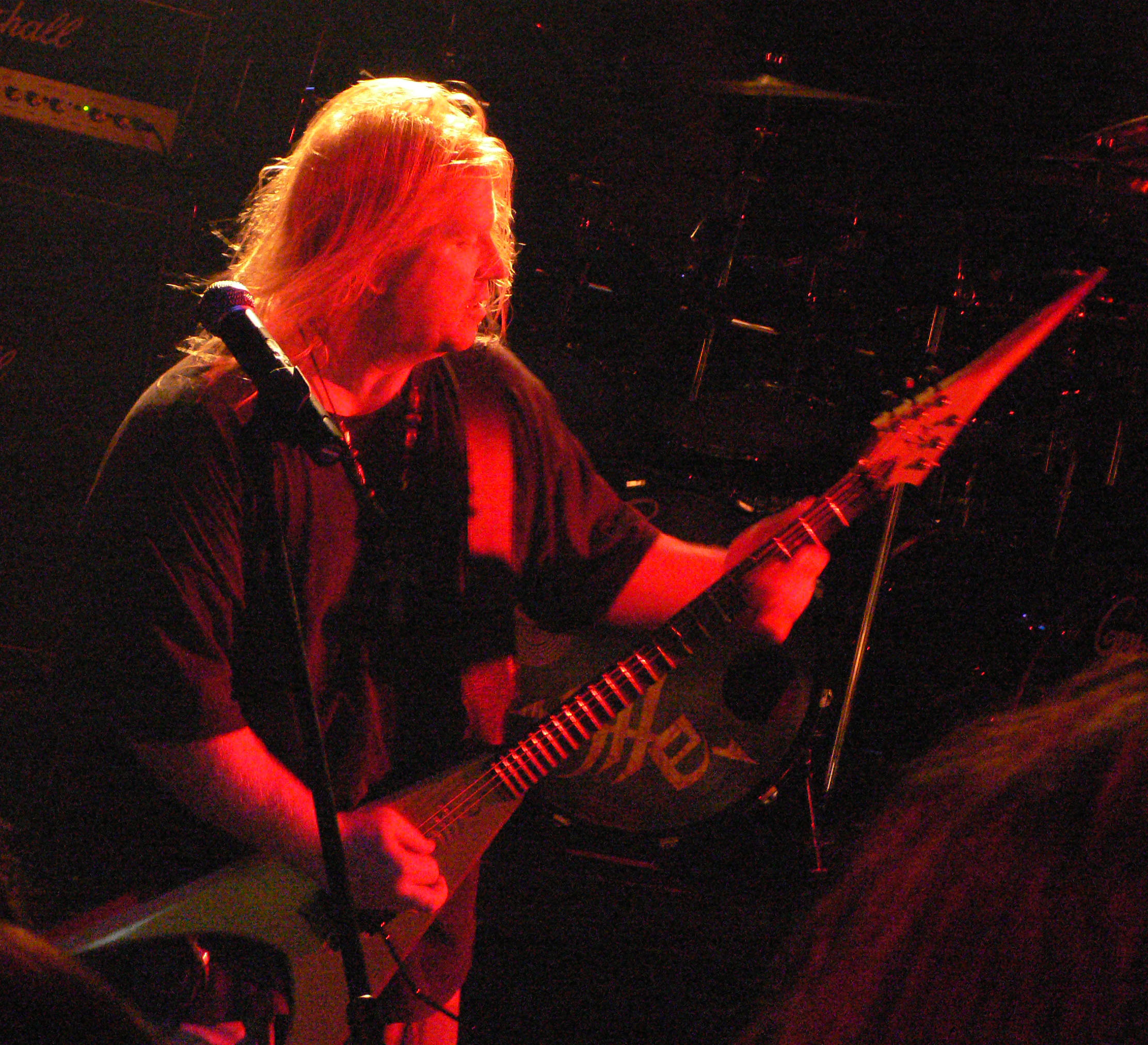
Karl Sanders live med Nile under Ozzfest 2007

- Gitarrer: Kxk Warrior V, Jackson Custom Nile King V, Dean ML 79, och en Fender Stratocaster
- Mickar: Seymour Duncan Invader, Seymour Duncan Sh6 Distortion Pickup (I hans personliga gitarrer)
- Förstärkare: Marshall JCM 2000 Heads och Marshall Cabs

## Gästspel
Sanders gästade 2004 på Behemoths skivsläpp, Demigod. På det albumet spelade han ett gitarrsolo på låten "XUL". Han har även spelat in solot i slutet på låten "God of our own divinity" av Morbid Angel, på deras album Heretic från 2003.

## Diskografi
Solo
- 2004 – Saurian Meditation
- 2009 – Saurian Exorcisms

Med Nile
- 1995 –Festivals of Atonement (EP)
- 1997 – Ramses Bringer of War (EP)
- 1998 – Amongst the Catacombs of Nephren-Ka
- 2000 – Black Seeds of Vengeance
- 2000 – In the Beginning (Samling med Festivals of Atonement EP och Ramses Bringer of War)
- 2002 – In Their Darkened Shrines
- 2005 – Annihilation of the Wicked
- 2007 – Legacy of the Catacombs
- 2007 – Ithyphallic
- 2009 – Those Whom the Gods Detest
- 2012 – At the Gate of Sethu
- 2015 – What Should Not Be Unearthed